# Killzone
Killzone ist ein Ego-Shooter, der vom niederländischen Spieleentwickler Guerrilla Games entwickelt und 2004 von Sony für die PlayStation 2 veröffentlicht wurde. Vor der Veröffentlichung wurde das Spiel als Sonys Antwort auf Microsofts Videospielserie Halo angesehen und von verschiedenen Seiten, wie beispielsweise dem amerikanischen Official PlayStation Magazine als „Halo Killer“ bezeichnet.
Obwohl verschiedene Spielemagazine Killzone nach der Veröffentlichung nur mittelmäßige Bewertungen gaben, war das Spiel dennoch mit mehr als einer Million verkaufter Einheiten ein kommerzieller Erfolg. In Polen war Killzone das meistverkaufte Videospiel seiner Zeit. Für die PlayStation Portable wurde mit Killzone: Liberation ein Nachfolger veröffentlicht und für die PlayStation 3 erschien am 25. Februar 2009 Killzone 2. Die Version für Playstation 3 war 2006 mit einem Budget von 16 Millionen € und 120 am Spiel beteiligten Personen das bis dato größte Multimedia-Projekt der Niederlande.
Am 23. Oktober 2012 erschien Killzone unter dem Titel Killzone HD auch auf der PlayStation 3. Die PS3-Version bietet eine leicht verbesserte Grafik und kann als Download via PlayStation Network separat erworben werden. Das Spiel ist auch Bestandteil der Killzone Trilogy, die in Deutschland und Österreich am 24. Oktober erscheinen sollte. Allerdings fand der Release in diesen Ländern nie statt.

## Hintergrundgeschichte
Die Geschichte des Spiels wurde von dem englischen Science-Fiction-Autor Joe Dever geschrieben. Sie handelt von einem fiktiven Krieg zwischen Menschen und den „Helghast“, die um eine Weltraumkolonie kämpfen. Die Darstellung dieser Helghast hat starke Ähnlichkeiten zu den Polizeiuniformen im japanischen Manga Jin Roh und damit zu Uniformen aus der Zeit des Nationalsozialismus. Ursprünglich jedoch gehen sie auf die Helghast des mittelalterlichen Fantasy-Rollenspielbuchs Einsamer Wolf zurück, das Joe Dever gemeinsam mit Gary Chalk verfasste und insgesamt 28 Teile (12 davon mit deutscher Übersetzung) veröffentlichte. Die Helghast benutzen Blitzkrieg-Taktiken, außerdem wird eine bedingungslose Kapitulation der Helghast in einem vorherigen Krieg beschrieben, die eine Entmilitarisierung dieser zur Folge hatte und von deren fiktiver Öffentlichkeit durch Propaganda als Schmach empfunden wurde. Die Helghast sind selbst Menschen, die aber durch den Aufenthalt auf ihrem Heimatplaneten Helghan, einer ehemaligen Erdkolonie, genetisch verändert wurden. Daher vertragen sie die Atmosphäre auf den Menschen zuträglichen Planeten nicht mehr und benutzen deswegen Atemmasken.

## Spielaufbau
Killzone beinhaltet zwei Spielmodi: Kampagne und Schlachtfelder.

### Kampagne
Bei der Kampagne handelt es sich um den Storymodus, der sich in 11 Level untergliedert. Es stehen die vier Figuren Templar, Luger, Rico und Hakha zur Verfügung, die der Reihe nach bei bestimmten Missionen verfügbar werden.
Levelaufbau
1. Sturmangriff der Helghast (verfügbare Charaktere: Templar)
2. Vekta wird Evakuiert (verfügbare Charaktere: Templar)
3. Neue Verbündete (verfügbare Charaktere: Templar, Luger)
4. Seltsame Begleitung (verfügbare Charaktere: Templar, Luger, Rico)
5. Flucht (verfügbare Charaktere: Templar, Luger, Rico, Hakha)
6. Nebliges Wasser (verfügbare Charaktere: Templar, Luger, Rico, Hakha)
7. Jagd nach dem Verräter (verfügbare Charaktere: Templar, Luger, Rico, Hakha)
8. Einen Weg finden (verfügbare Charaktere: Templar, Luger, Rico, Hakha)
9. Verborgene Vergangenheit (verfügbare Charaktere: Templar, Luger, Rico, Hakha)
10. Vorwärts und Aufwärts (verfügbare Charaktere: Templar, Luger, Rico, Hakha)
11. Letzte Hoffnung (verfügbare Charaktere: Templar, Luger, Rico, Hakha)

### Schlachtfelder
In diesem Modus kann man im Mehrspieler- oder Einzelspielermodus spielen, jedoch ohne Story. Man kann dort die Map, Botanzahl und Spielart (z. B. Teamdeathmatch, Sturmangriff, Verteidigung) auswählen.

## Auszeichnungen und Bewertungen
- Offizielles Playstation 2 Magazin Award – 11/2004
- Play the Playstation Award – 12/2002
- Playzone Hit – 12/2002

Playzone: 12/2002
„Erstklassiger Ego-Shooter mit packender Atmosphäre und sehr gutem Mehrspieler-Modus“

## Nachfolger
- Killzone: Liberation (PlayStation Portable, 2006)
- Killzone 2 (PlayStation 3, 2009)
- Killzone 3 ist ein Ego-Shooter für die PlayStation 3, der von Guerrilla Games entwickelt und im Februar 2011 von Sony Computer Entertainment veröffentlicht wurde.
- Killzone Mercenary ist ein speziell für PlayStation Vita entwickelter First-Person-Shooter der Killzone-Serie mit Killzone 3-Engine
- Killzone: Shadow Fall ist ein Launch-Titel der PlayStation 4.